# Penelope (film din 1966)
Penelope este un film de comedie din 1966 regizat de Arthur Hiller, avându-i în distribuție pe Natalie Wood, Ian Bannen, Peter Falk, Jonathan Winters și Dick Shawn. În film este vorba despre o cleptomană care fură de la banca soțului ei.

## Distribuție
- Natalie Wood ca Penelope Elcott
- Ian Bannen ca James B. Elcott
- Carl Ballantine ca Boom Boom
- Jerome Cowan ca Managerul băncii
- Norma Crane ca Mildred Halliday
- Peter Falk ca Locotenentul Horatio Bixbee
- Arlene Golonka ca Honeysuckle Rose
- Bill Gunn ca Sergeant Rothschild
- Lou Jacobi ca Ducky
- Lila Kedrova ca Princess Sadaba
- Arthur Malet ca Salvation Army Major Higgins
- Dick Shawn ca Dr. Gregory Mannix
- Amzie Strickland ca Miss Serena
- Jonathan Winters ca Professor Klobb
- Iggie Wolfington ca proprietaul de magazin